# Sztutowo
Sztutowo és un municipi al sud de Danzig a Polònia, al powiat Nowodworski dins del voivodat de Pomerània, a la vora del mar Bàltic, a l'est de la llacuna del Vistula. El 2014 tenia 3946 habitants a una superfície de 107,49 km². És el centre d'una gmina (municipi rural) que reuneix set pobles.
És més conegut amb el seu nom alemany de Stutthof, degut al camp de concentració que els alemanys hi van explotar del 1939 al 1945. Després de la desfeta del règim nazi a la Segona Guerra Mundial, el poble que es troba a l'est de la Línia Oder-Neisse va ser atorgat a Polònia i la població d'arrel alemany va ser expulsada i reemplaçada per polonesos expulsats des de la part de la Polònia oriental annexada per Rússia.

## Llocs d'interès
- El museu commemoratiu i centre d'interpretació del Camp de concentració de Stutthof
- La reserva ornitològica Katy Rybackie
- El ferrocarril a via estreta de Sztutowo a Mikoszewo i Nowy Dwor Gdanski
- Les platges al mar Bàltic
- El centre d'interpretació de la llacuna del Vistula